# Libro del Conoscimiento

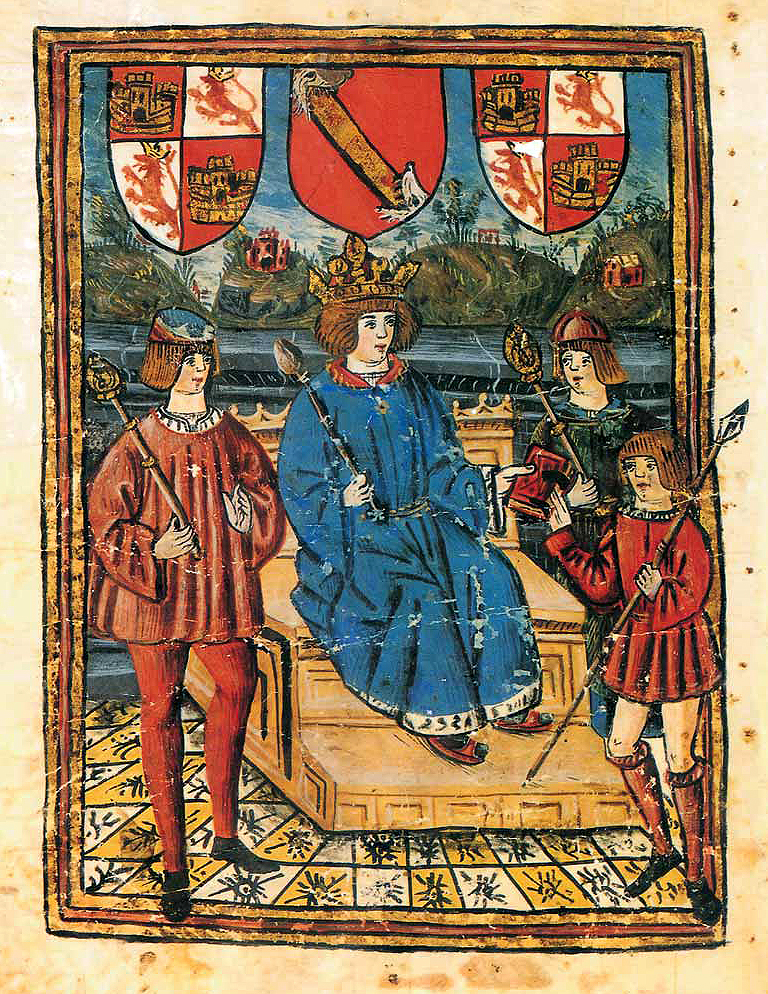
Libro del conosçimiento.

O Libro del conoscimiento, cujo título completo é Libro del conosçimiento de todos los rregnos et tierras e señoríos que son por el mundo et de las señales et armas que han, é um compêndio manuscrito, geográfico e heráldico, anónimo, redigido no reino de Castela em fins do século XIV (após 1385). Sob a aparência de uma viagem autobiográfica, contém um itenerário com informações sobre o mundo então conhecido, seus governantes e seus brasões de armas.

## O manuscrito
O texto conservou-se em um manuscrito que pertenceu a Jerónimo Zurita (cuja assinatura consta no frontispício) e que se considerava perdido desde 1680, quando a sua existência constava em Zaragoza, na posse do conde de San Clemente, para ressurgir em um leilão de uma importante galeria de Londres em 1978. O códice, conhecido como "manuscrito" Z, do terceiro quartel do século XV com belas miniaturas atribuíveis a um iluminador aragonês pelos estudos iconográficos e estilísticos (que trabalhou a partir de um manuscrito anterior castelhano da segunda metade do século XIV pelos brasões de armas que figuram na capa), conserva-se atualmente na Bayerische Staatsbibliothek de Munique sob o nome "Cod.hisp. 150".